# 3230 Вампилов
3230 Вампилов (енгл. 3230 Vampilov) је астероид главног астероидног појаса. Приближан пречник астероида је 23,46 ,
а средња удаљеност астероида од Сунца износи 3,156 астрономских јединица (АЈ).
Инклинација (нагиб) орбите у односу на раван еклиптике је 15,465 степени, а орбитални период износи 2048,447 дана (5,608 година). Ексцентрицитет орбите астероида износи 0,313.
Апсолутна магнитуда астероида износи 12,20 а геометријски албедо 0,042.
Астероид је откривен 8. јуна 1972. године.